# In Love and War
Pour plus de détails, voir Fiche technique et Distribution.

In Love and War  (littéralement, Dans l'amour et la guerre) est un film muet américain réalisé par Thomas H. Ince et Allan Dwan, sorti en 1913.

## Synopsis
Refusé pour le service militaire, un jeune homme s'engage comme correspondant de guerre...

## Fiche technique
- Titre : In Love and War
- Réalisation : Thomas H. Ince, Allan Dwan
- Scénario : Allan Dwan
- Producteurs : Thomas H. Ince, Benjamin Chapin
- Société de production :  Bison Motion Pictures
- Société de distribution :  Universal Film Manufacturing Company (États-Unis), MP Sales	(Royaume-Uni)
- Pays de production :  États-Unis
- Langue : film muet avec les intertitres en anglais
- Métrage : 600 m
- Format : Noir et blanc — 35 mm — 1,33:1 — Muet
- Genre : Film dramatique, Film de guerre
- Durée : 20 minutes
- Dates de sortie : 
  - États-Unis : 17 juin 1913

## Distribution
- Wallace Reid : David
- Pauline Bush : sa fiancée
- Marshall Neilan : l'avocat